# SN 1997R
SN 1997R – supernowa typu Ia odkryta 6 stycznia 1997 roku w galaktyce A105719-0354. Jej maksymalna jasność wynosiła 23,28m.